# Islam in Kuwait
Der Islam ist die offizielle Religion in Kuwait und die Mehrheit der Bevölkerung ist muslimisch.

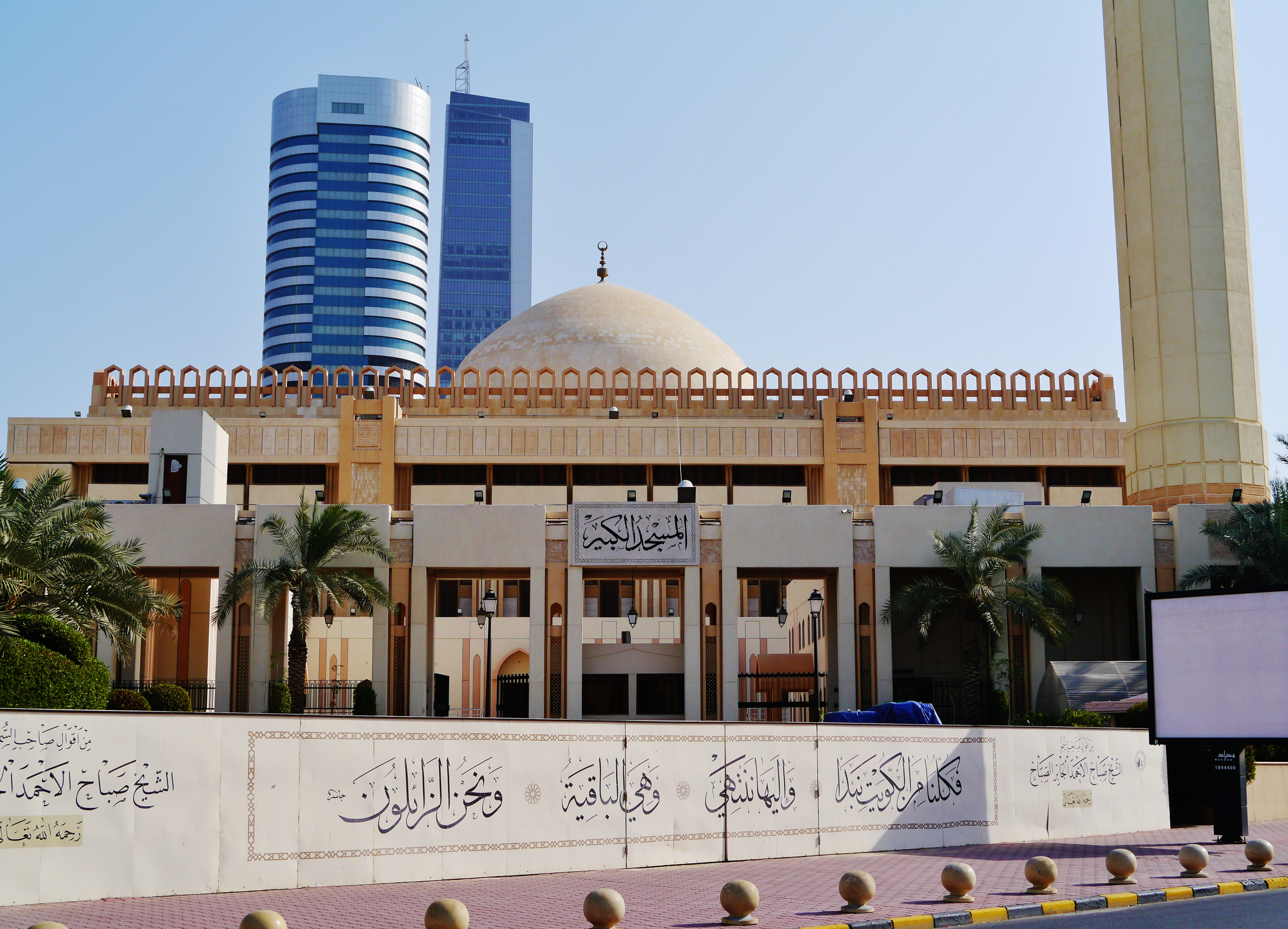
Große Moschee in Kuwait-Stadt, Kuwait

## Allgemeiner Überblick
Kuwaits Staatsreligion ist der malikitisch-sunnitisch ausgerichtete Islam. Die meisten muslimischen Bürger Kuwaits sind Sunniten. Schiitische Muslime (einschließlich der Ahmadis und der Ismailiten, die von der Regierung zur Schia gezählt werden) sind eine bedeutende Minderheit in Kuwait, daneben gibt es auch einige Wahhabiten und weitere muslimische Gruppierungen. Die As-Sabah-Herrscherfamilie (einschließlich des Emirs) hält sich an die malikitische Rechtschule des sunnitischen Islams. Über eine Million Muslime, die nicht die kuwaitische Staatsbürgerschaft besaßen, lebten im Juni 2014 in Kuwait.
Es wurden in Kuwait 110 sunnitische Moscheen, 41 schiitische Moscheen und hunderte schiitische Versammlungshäuser (Husainīya) gezählt.
Das Internationale Wasatiya-Zentrum (Al-Markaz al-ʿĀlami li'l Wasaṭiyyah) in Kuwait wurde vom Ministerium für religiöse Stiftungen und Islamische Angelegenheiten unter der Aufsicht des Hohen Rates zur Förderung der wasaṭiya als staatliche Denkfabrik errichtet. Zusammen mit dem Wissenschafts- und Bildungszentrum Al Wassatyja (Moskau), seinem russischen Ableger, war es der Hauptorganisator der hochrangig besetzten Internationalen Theologischen Konferenz „Islamische Lehre gegen Radikalismus“ am 25.–26. Mai 2012 im Hotel Ritz-Carlton  in Moskau, die mit Unterstützung der Russischen Präsidialverwaltung abgehalten wurde. Die Konferenz wurde vom Vorsitzenden des Organisationskomitees Adel al-Falah (dem Präsidenten des Internationalen Wasatiya-Zentrums) aus Kuwait eröffnet.

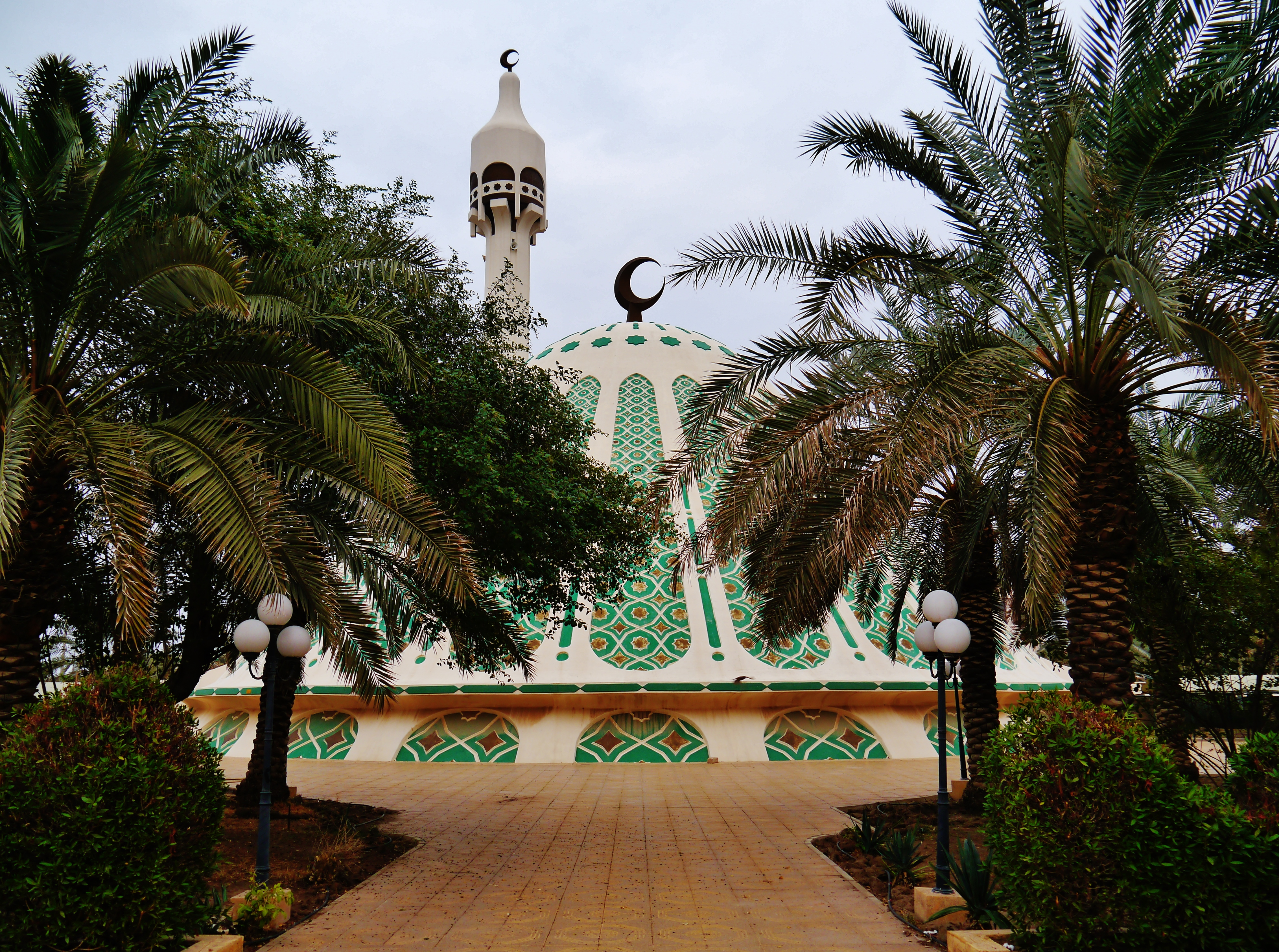
Fatima-Moschee im Großraum Kuwait-Stadt

Kuwait, das an den Irak grenzt und in der Nähe des Iran am nördlichen Ende des Golfs liegt, hatte Anfang 2020 die größte US-Militärpräsenz in der gesamten Nahostregion.

## Persönlichkeiten
Zu den Erstunterzeichnern der Botschaft aus Amman (Amman Message, 2004) gehörten aus Kuwait: S.H. Shaykh Sabah Al Ahmad Al Jaber Al Sabah (Premierminister), Abdullah Matuq al-Matuq (Minister für Awqaf und religiöse Angelegenheiten Kuwait), Abdullah Yusuf Al-Ghoneim (Leiter des kuwaitischen Zentrums für Forschung und Studium), Adel Abdullah Al-Falah (Unterstaatssekretär des Ministeriums für religiöse Angelegenheiten), Mohamed Abdul Ghaffar Al-Sharif (Generalsekretär, Generalsekretariat für religiöse Angelegenheiten), Muhammad Abd Allah Ja'far Al-Sharif (Unterstaatssekretär der Waqf-Stiftung), Khaled Madhkour Abdallah Madhkour (Professor, Fakultät für Scharia, Universität Kuwait), Mutlaq Rashed Al-Qarawi, Shaykh 'Ajil Jassim al-Nashami (Professor, Fakultät für Scharia, Universität Kuwait), Ahmad Raja'i al-Jundi (Islamische Organisation für medizinische Wissenschaften, Kuwait).
Zu den Erstunterzeichnern von Ein gemeinsames Wort zwischen Uns und Euch (A Common Word, 2007) gehörten aus Kuwait: S.E. Issam El-Bashir (Generalsekretär des Internationalen Wasatiyya-Zentrums in Kuwait; ehemaliger Minister für religiöse Angelegenheiten, Sudan), Ayatollah Seyyed Abu l-Qasim ad-Dibadschi (Imam Zain-al-Abidin-Moschee, Kuwait), S.E. Abdullah Yusuf al-Ghoneim (Direktor des Kuwaitischen Zentrums für Forschung und Studien über Kuwait; ehemaliger Bildungsminister, Kuwait), S.E. Ali Abdullah asch-Schamlan (Generaldirektor der Kuwait-Stiftung zur Förderung der Wissenschaften (KFAS); ehemaliger Minister für Hochschulbildung, Kuwait) und S.E. Mohammad Abd al-Ghaffar asch-Scharif (Generalsekretär des Ministeriums für religiöse Angelegenheiten, Kuwait).